# Herbita aglausaria
Herbita aglausaria är en fjärilsart som beskrevs av Walker 1860. Herbita aglausaria ingår i släktet Herbita och familjen mätare. Inga underarter finns listade i Catalogue of Life.